# UZB – Nádor und István
Die UZB – Nádor und István waren zwei Schlepptenderlokomotiven der Ungarischen Zentralbahn (UZB) Österreich-Ungarns.
Die Lokomotiven wurden von der Wiener Niederlassung der Firma William Norris 1846 als ungekuppelte Maschinen geliefert.
Sie bekamen die Namen NÁDOR und ISTVÁN.
Die Maschinen hatten Innenrahmen und außen liegende, schief angeordnete Zylinder.
Die Stehkesseldecke war halbkugelförmig ausgebildet.
Der Maschinenbaudirektor der UZB John Baillie erkannte sehr früh, dass ungekuppelte Lokomotiven den Bedürfnissen der UZB nicht entsprachen.
Er ließ daher die beiden Lokomotiven 1855 in zweifach gekuppelte Maschinen umbauen.
Die Treibräder waren durch zwei parallele Rundeisen gekuppelt.
Die Fahrzeuge waren für Holzfeuerung ausgelegt und beförderten sowohl Personen- als auch Güterzüge.
Die Tabelle zeigt die technischen Daten nach dem Umbau von 1855.
Als 1850 die UZB in der k.k. südöstlichen Staatsbahn (SöStB) aufging, bekamen die beiden Maschinen die Betriebsnummern 15–16.
Als dann 1855 die SöStB an die Staats-Eisenbahn-Gesellschaft (StEG) verkauft wurde, erhielten die Maschinen die Betriebsnummern 71–72.
1864 kamen sie als Baulokomotiven zur Ungarischen Nordbahn und wurden 1866 ausgemustert.